# Cancé
CANCÉ est une entreprise française du bâtiment et des travaux publics (BTP) du secteur de la construction métallique.
Elle compte 390 salariés, son siège est situé à Nay et elle dispose de nombreuses agences sur le territoire national ainsi que dans l’Outre-mer grâce à ses filiales Antilles-Guyane et la Réunion. 
Numéro deux français de la charpente métallique, en 2016 le chiffre d'affaires de la société atteint 90,68 millions d'euros. 

## Histoire
La famille Cancé, originaire d'Aureillan en Bigorre, où elle exerçait le métier de maréchal-ferrant de génération en génération. En 1961, Robert Cancé, alors salarié chez Turboméca, décide de créer une entreprise artisanale de serrurerie à Nay. Son fils, Christian Cancé, prend la direction de l'entreprise à seulement 17 ans en 1968, la spécialisant dans la construction de charpentes métalliques. Sous sa direction et avec l'association de son fils Bertrand, l'entreprise prospère et devient un leader dans le secteur métallique du bâtiment, créant quatre sociétés et s'étendant sur 13 sites en France, au Portugal et dans les DROM. 
La stratégie de développement en îlots verra la création d’agences commerciales à Bayonne (1981), La Rochelle (1998), Tours, Narbonne (2002) et enfin Clermont-Ferrand (2004) comprenant pour certaines, leurs propres ateliers. Cancé qui doit faire aussi face à une concurrence importante, s’est aussi implantée au Portugal en créant une usine de fabrication à Carregal de Sal (2 800 m²). Depuis 2010, une agence a été créée à Aix-en-Provence et à Paris.
Le groupe Cancé, créé en 1991, regroupe ainsi autour de l’entité Cancé Développement :
- Cancé SA : constructions métalliques
- Cance Métallerie : métallerie
- Cancé Aluminium : menuiserie aluminium

S’ajoute aussi Cancé réunion, la dernière des filiales, regroupant toutes les activités du groupe sur un même site.
Toutes les sociétés obtiennent la certification ISO 9001, garantissant la qualité des produits et services. Les chiffres témoignent de cette réussite, avec une croissance significative du chiffre d'affaires, du nombre d'employés et de la production au fil des ans. Malgré la crise écnonomique des années 2021, l'entreprise reste prospère et attachée à son fief de Nay.

## Métiers
- constructions métalliques, aluminium, métallerie, charpente métallique

## Domaines d’activités
Cancé constructions métalliques étudie, conçoit et réalise des bâtiments industriels, agricoles, commerciaux, sportifs, scolaires, universitaires et hospitaliers. Pour réaliser ces bâtiments, les usines de productions transforment des barres d’acier en éléments qui, une fois assemblés entre eux sur le chantier, constituent l’ossature ou la structure métallique du bâtiment. En 2003, la production représentait 10 100 tonnes d’acier.

Tous les autres matériaux qui interviennent dans la réalisation du bâtiment ne subissent pas de transformation, ils sont achetés à différents fournisseurs et sont directement ou non acheminés sur le chantier afin d’être fixés à l’ossature. Il s’agit par exemple des visseries, de la couverture ou de l’isolation.

## Entreprises du groupe
- Etablissements Cancé
- Cancé Aluminium
- Cancé Alu Berlanne
- Cancé Réunion

## La clientèle
Chaque client est un cas particulier, les bâtiments, biens immobiliers, étant des constructions non standardisées. Chaque bâtiment est ainsi un produit avec ses particularités. Les clients sont très divers allant du particulier voulant se faire construire un garage, une association désirant se faire bâtir une buvette ou encore un grand groupe aéronautique désirant créer des hangars. Cancé a réalisé des hôpitaux (Hôpital Pellegrin, Centre hospitalier de Bigorre), la gare de péage de Bayonne ou encore certaines infrastructures du tramway de Bordeaux…